# Pristocera kinabalensis
Pristocera kinabalensis (лат. ) — вид ос-бетилид рода Pristocera из семейства Bethylidae (Chrysidoidea, Hymenoptera). Юго-Восточная Азия.

## Распространение
Остров Калимантан (Mt. Kinabalu, Сабах, Малайзия).

## Описание
Мелкие осы-бетилиды чёрного цвета. Длина тела 10 мм. Длина головы 1,95 мм, ширина головы 1,98 мм.
Вид был впервые описан в 1998 году японскими гименоптерологами Мамору Тэраямой (Mamoru Terayama, University of Tokyo, Токио, Япония) и Сэики Яманэ (Seiki Yamane, Kagoshima University, Кагосима, Япония). Видовое название дано по месту обнаружения (Mt. Kinabalu, Сабах, Малайзия).